# Chitinosiphon cardui
Chitinosiphon cardui är en insektsart. Chitinosiphon cardui ingår i släktet Chitinosiphon och familjen långrörsbladlöss. Inga underarter finns listade i Catalogue of Life.